# Informations- und Dokumentationszentrum für Antirassismusarbeit
Das Informations- und Dokumentationszentrum für Antirassismusarbeit e. V. (IDA) wurde 1990 von demokratischen Jugendverbänden in Deutschland gegründet, um ein Zeichen gegen Rassismus zu setzen. Heute sind 30 Verbände Mitglied des IDA, darunter Mitgliedsorganisationen des Deutschen Bundesjugendrings, des Rings politischer Jugend, die Deutsche Sportjugend, die DIDF-Jugend, der Bund der Alevitischen Jugendlichen in Deutschland e. V., die DJR-Deutsche Jugend aus Russland und der Verein Mach meinen Kumpel nicht an!.

## Zielsetzung
Das Informations- und Dokumentationszentrum für Antirassismusarbeit e. V. (IDA) dient Jugendverbänden, Vereinen, Initiative und Multiplikatoren der Jugend- und Bildungsarbeit als bundesweit arbeitende zentrale Anlaufstelle bei der Suche nach Materialien, Informationen, Referenten und Beratung zu den Themen:
- (Anti-)Rassismus
- Rechtsextremismus
- Antisemitismus
- interkulturelles Lernen
- interkulturelle Öffnung
- Diversität
- Anti-Diskriminierung
- Migration

IDA informiert über antirassistische und interkulturelle Methoden, Konzepte, Ansätze, initiiert Projekte in der Jugendbildungsarbeit und fördert die Vernetzung der im Themenbereich Aktiven. IDA ist ein Dienstleistungszentrum mit den Arbeitsgebieten Information, Dokumentation, Beratung, Qualifizierung, Kooperation, Vernetzung und Öffentlichkeitsarbeit.

## Mitglieder
Folgende Verbände sind Mitglieder des Informations- und Dokumentationszentrums für Antirassismusarbeit:
- Arbeiter-Samariter-Jugend Deutschland (ASJ)
- Arbeitsgemeinschaft der Evangelischen Jugend in Deutschland (aej)
- Bund der Alevitischen Jugendlichen in Deutschland e. V.
- Bund der Deutschen Katholischen Jugend (BDKJ)
- Bund der Deutschen Landjugend (BDL)
- Bund Deutscher Karneval-Jugend (BDK-Jugend)
- Bund Deutscher Pfadfinder innen (BDP)
- Bundesjugendwerk der Arbeiterwohlfahrt
- BUNDjugend
- Deutsche Beamtenbund-Jugend (DBBJ)
- Deutsche Bläserjugend – DBJ
- Deutsche Jugend aus Russland – DJR
- Deutsche Jugendfeuerwehr (DJF)
- Deutsche Schreberjugend (DSchrJ)
- Deutsche Sportjugend (dsj)
- Deutsches Jugendrotkreuz
- DGB-Jugend
- DIDF-Jugend
- djo – Deutsche Jugend in Europa
- Grüne Jugend
- Jugend der Deutschen Lebens-Rettungs-Gesellschaft (DLRG-Jugend)
- Jugend des Deutschen Alpenvereins
- Junge Liberale
- Junge Union Deutschlands (JU)
- JungsozialistInnen in der SPD (JUSOS)
- Naturfreundejugend Deutschlands
- Naturschutzjugend (NAJU)
- Ring Deutscher Pfadfinderinnenverbände (RDP) und
- Ring deutscher Pfadfinderverbände (RdP)
- Solidaritätsjugend Deutschlands
- Sozialistische Jugend Deutschlands – Die Falken
- THW-Jugend
- Mach meinen Kumpel nicht an! – für Gleichbehandlung, gegen Fremdenfeindlichkeit und Rassismus

## Landesprojekt
Dem Verein ist seit 1994 das Landesprojekt IDA-NRW angegliedert. Neben der regionalen Ausrichtung auf Nordrhein-Westfalen ist bei IDA-NRW insbesondere die Website hervorhebenswert. Diese bietet detaillierte und umfassende Informationen zu den Themen Rechtsextremismus, Interkulturalität und Diskriminierung an.

## Arbeitsschwerpunkte
Die Arbeitsschwerpunkte des IDA sind:
- Informations-, Dokumentations- und Beratungsarbeit
- Publikation von Verzeichnissen, z. B. zu Referenten, Filmen, Videos, Bildungs- und Unterrichtsmaterialien
- Erstellung von Readern und Flyern für Multiplikatoren der Jugend- und Bildungsarbeit, z. B. zu Toleranz, Integration, Trainings, Gender-Mainstreaming, internationale Jugendbegegnungen
- Erstellung einer regelmäßig erscheinenden „Infomail“ mit aktuellen Informationen aus der Jugendverbands- und Antirassismusarbeit
- Veranstaltung von Fachtagungen, Workshops und Trainings
- Durchführung von Qualifizierungsmaßnahmen für aktive junge Mitglieder von Migrantenjugendorganisationen (MJSO) zu Themen, die für die Vereinsarbeit relevant sind und die Unterstützung der Jugendorganisationen von Migranten beim Aufbau effektiver Vereinsstrukturen

## Wissenschaft und Vernetzung
IDA bildet eine Schnittstelle zwischen Wissenschaft und Forschung und der praktischen Jugend- und Bildungsarbeit.
IDA ist in bundesweiten Netzwerken vertreten und kooperiert bei Veranstaltungen mit anderen Organisationen oder bereitet diese für andere vor.
IDA ist ein gemeinnütziger Verein, dessen Vorstand sich aus Vertretern der Mitgliedsverbände zusammensetzt.

## Vielfalt-Mediathek – Bildungsmedien gegen Rechtsextremismus, Menschenfeindlichkeit und Gewalt.  Für Demokratie, Vielfalt und Anerkennung.
Die Vielfalt-Mediathek ist ein Begleitprojekt des Bundesprogramms „Demokratie leben!“. Seit 2006 präsentiert das Webportal Publikationen, Videos, Podcasts, Webseiten und vieles mehr, die durch die Bundesprogramme gegen Rechtsextremismus des Bundesministeriums für Familie, Senioren, Frauen und Jugend gefördert werden oder wurden.
Auf diese Weise stehen auf der Website Bildungsmaterialien zu den folgenden Themen zum Download bereit:
- Prävention und Intervention bei Rechtsextremismus, Rassismus, Antisemitismus, antimuslimischem Rassismus, Rassismus gegen Rom:nja und Sinti:zze sowie Homo-, Trans*- und Inter*feindlichkeit
- Frühprävention im Grund- und Vorschulalter
- Zusammenleben in der Migrationsgesellschaft
- Demokratiepädagogik
- Hass im Netz
- Flucht/Asyl
- Religiöser Fundamentalismus

Diese können nach Themen und Zielgruppen gefiltert und kostenlos heruntergeladen werden. Aktuell sind fast 3500 Materialien enthalten. Das Angebot richtet sich an Multiplikatoren und Multiplikatorinnen der schulischen und außerschulischen Bildungsarbeit sowie an Interessierte, die sich engagieren möchten. Bis 2018 war es ein Gemeinschaftsprojekt des Informations- und Dokumentationszentrums für Antirassismusarbeit e. V. (IDA) und des DGB Bildungswerks. Seit 2018 ist IDA e. V. alleiniger Träger des Projekts.